# Francho Rodés
Francho Rodés Orquín (Sariñena, 1960) es un escritor  español en lengua aragonesa. Licenciado en Filología Hispánica y miembro de la Academia de l'Aragonés, fue miembro del Consello d'a Fabla Aragonesa y profesor en el IES Biello Aragón en Sabiñánigo. Ha trabajado en un posible currículum de lengua aragonesa para la educación secundaria que entraría en funcionamiento en un futuro.
En lo político se presentó en las elecciones al Senado por Chunta Aragonesista en 1989.
Es coautor junto a Paquita Maza y  Gonzalo Gavín del Bocabulario Monegrino que recoge unas 7700 entradas del vocabulario de los Monegros, también del Bocabulario aragonés d'o botero Pedro Lafuente, editado en 1996; ha colaborado en el Bocabulario aragonés d'abes d'Uropa y como coautor de Antropónimos aragoneses de 1989. También ha publicado tres libros de poesía en aragonés:
- Ascuita, Clamor Bueita de 1980[1]
- Segudos poemas de 1983,
- Armonicos d'aire y augua de 1986.[1]

Ha publicado algunos artículos, entre los que destacan: «O cambeo -m- > -n- en bels morfemas de cuatrena presona» (1999), «Proposa d'una metodolochía lesicolochica de l'aragonés estándar ta zenzias esperimentals con un eixemplo: a tabla periódica d'os elementos» (2004) o alguna resema como «L'aragonés de Sasa de Sobrepuerto» (2006). En 2007 se encargó de la traducción y la edición del trabajo El Aragonés Literario a Finales del Siglo XIV. El Testimonio Del Libro Del Trasoro, de la profesora Dawn E. Prince (de la Iowa State University), publicado en la revista digital EDACAR (Academia de l'Aragonés). También fue el corrector de la traducción al aragonés de Os cuatre Ebanchelios d'o Nuestro Siñor Chesucristo, hecha por el escolapio P. Pedro Recuenco y publicada en 2008.